# Corwen
Corwen es una localidad y comunidad en el condado de Denbighshire, al noreste de Gales. (previamente en el antiguo condado de Merionethshire). Se sitúa a orillas del río Dee, bajo la Cordillera Berwyn. La localidad se encuentra a 18 km al oeste de Llangollen y a 21 km al sur de Ruthin. Según el censo del Reino Unido de 2001, Corwen tenía una población de 2.398 personas.

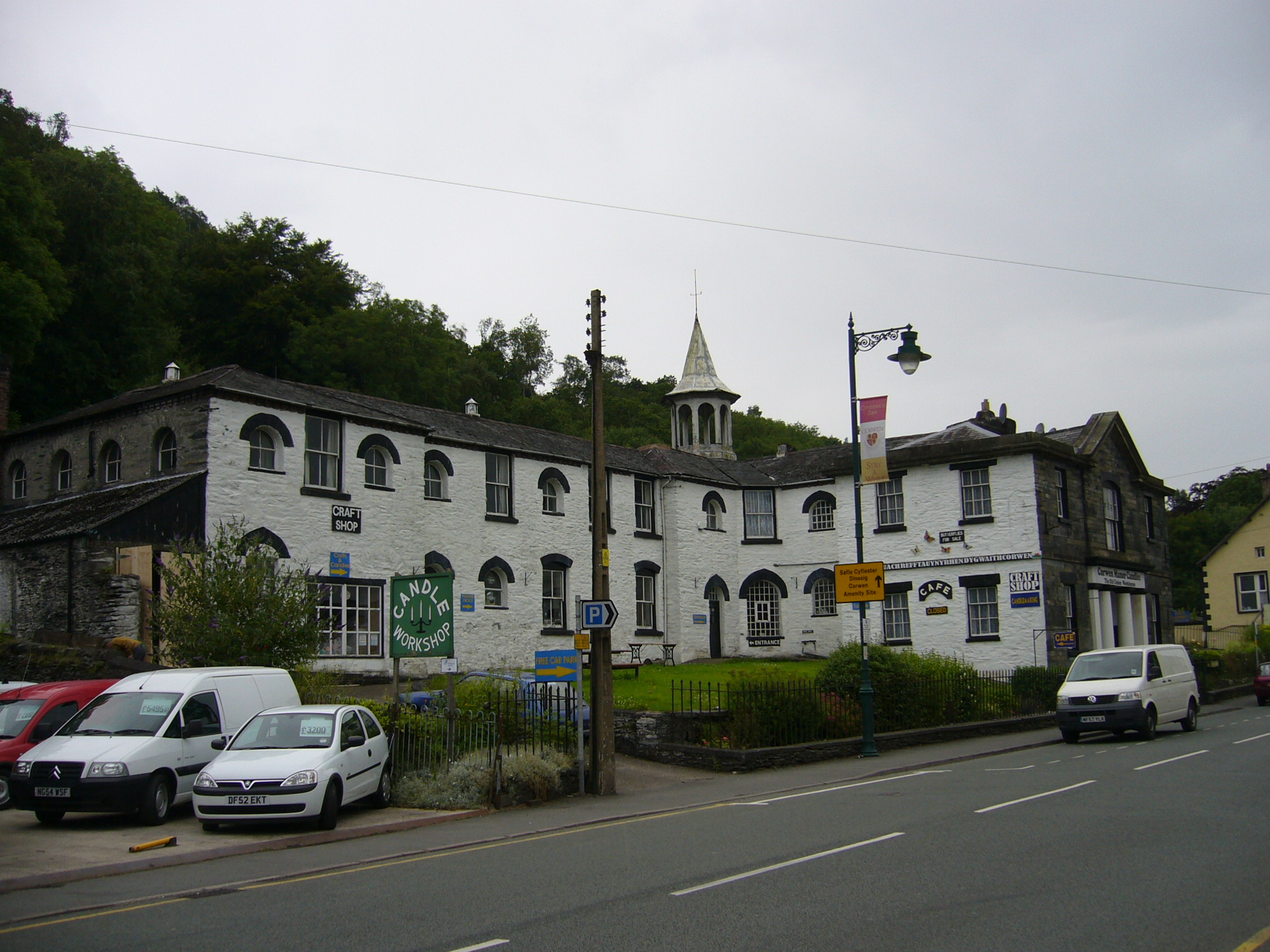
El antiguo workhouse de la Poor Law Union de Corwen, en Heol Llundain (London Road).

## Historia
Corwen es más conocida por su relación con Owain Glyndŵr, un príncipe galés de principios del siglo XV que condujo a los galeses en su lucha por la independencia. Una estatua ecuestre de bronce fue erigida en su honor en 2007, en el centro del pueblo, conmemorando el día en que fue proclamado como auténtico, y último, príncipe de Gales.
La localidad creció como un centro ganadero. Los lugares de interés de Corwen son la mota de un castillo normando, la Iglesia de San Mael y San Sulien del siglo XIII y la Capilla Rûg (construida en 1637 por William Salesbury).

## Economía
Ubicada en las colinas de Gales del Norte, la economía de Corwen gira en torno a la producción granjera. El principal empleador local es la fábrica de remolques «Ifor Williams Trailers», fundada en 1958, el mayor fabricante de remolques de menos de 3.500 kg en el Reino Unido.

## Transporte
En 1864 Corwen fue unida a la red nacional de ferrocarriles (British Rail), por una línea desde Ruthin que recorría el Valle de Clwyd, y en 1865 a un ramal del Great Western Railway desde Ruabon a través del valle de Dee. La estación fue decisiva para su desarrollo como centro de la industria agropecuaria local. Pero dejó de utilizarse luego de la aplicación del Beeching Axe, nombre informal con el que se conoce el recorte de gastos que sufrió el sistema ferroviario británico en los década de 1960. Existen proyectos para unir Corwen a la ferrovia turística Llangollen Railway (en galés: Rheilffordd Llangollen).
Corwen es la última localidad considerable en la ruta A5 que une Londres con Holyhead, hasta que se llega a Betws-y-Coed. Debido a esto, cuenta con hoteles que fueron usados en el pasado como casa de postas para coches de correo y diligencias. A pesar de que la A5 ya no es la ruta principal a Holyhead, al ser suplantada por la ruta costera A55, la estrecha calle principal del pueblo aún cuenta con tráfico significativo.

## Cultura
Corwen fue sede del Eisteddfod Nacional de Gales en 1919. The Pavilion, un escenario cerrado de Corwen, ha jugado un rol importante en la cultura galesa durante todo el siglo XX, al albergar numerosos conciertos y eisteddfodau. La primera banda de rock en galés en recibir reconocimiento de la prensa, Edward H. Dafis, dio sus primeros conciertos en Corwen en agosto de 1973.